# Geografia Zambii

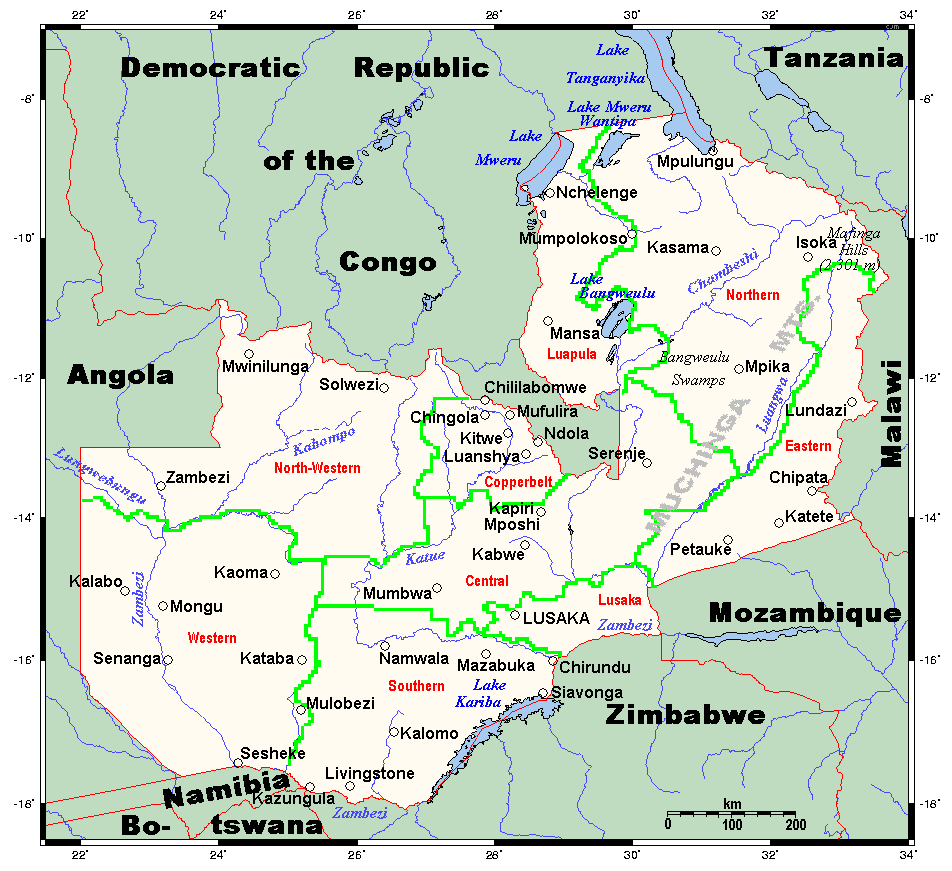
Mapa Zambii

Zambia – państwo śródlądowe, położone w Afryce Południowej. Całkowita powierzchnia kraju wynosi 752 614 km², z czego 11 890 km² to zbiorniki wodne.

## Geografia polityczna

### Granice
Całkowita długość granic wynosi 5664 km, z czego na poszczególne kraje przypada:
- Angola 1110 km
- Demokratyczna Republika Konga 1930 km
- Malawi 837 km
- Mozambik 419 km
- Namibia 233 km
- Tanzania 338 km
- Zimbabwe 797 km
- Botswana około 80 metrów

### Podział administracyjny
Terytorium Zambii jest podzielone na 9 prowincji (w nawiasach stolice prowincji):
- Centralna (Kabwe)
- Copperbelt (Ndola)
- Wschodnia (Chipata)
- Luapula (Mansa)
- Lusaka (Lusaka)
- Północna (Kasama)
- Północno-Zachodnia (Solwezi)
- Południowa (Livingstone)
- Zachodnia (Mongu)

## Budowa geologiczna i rzeźba

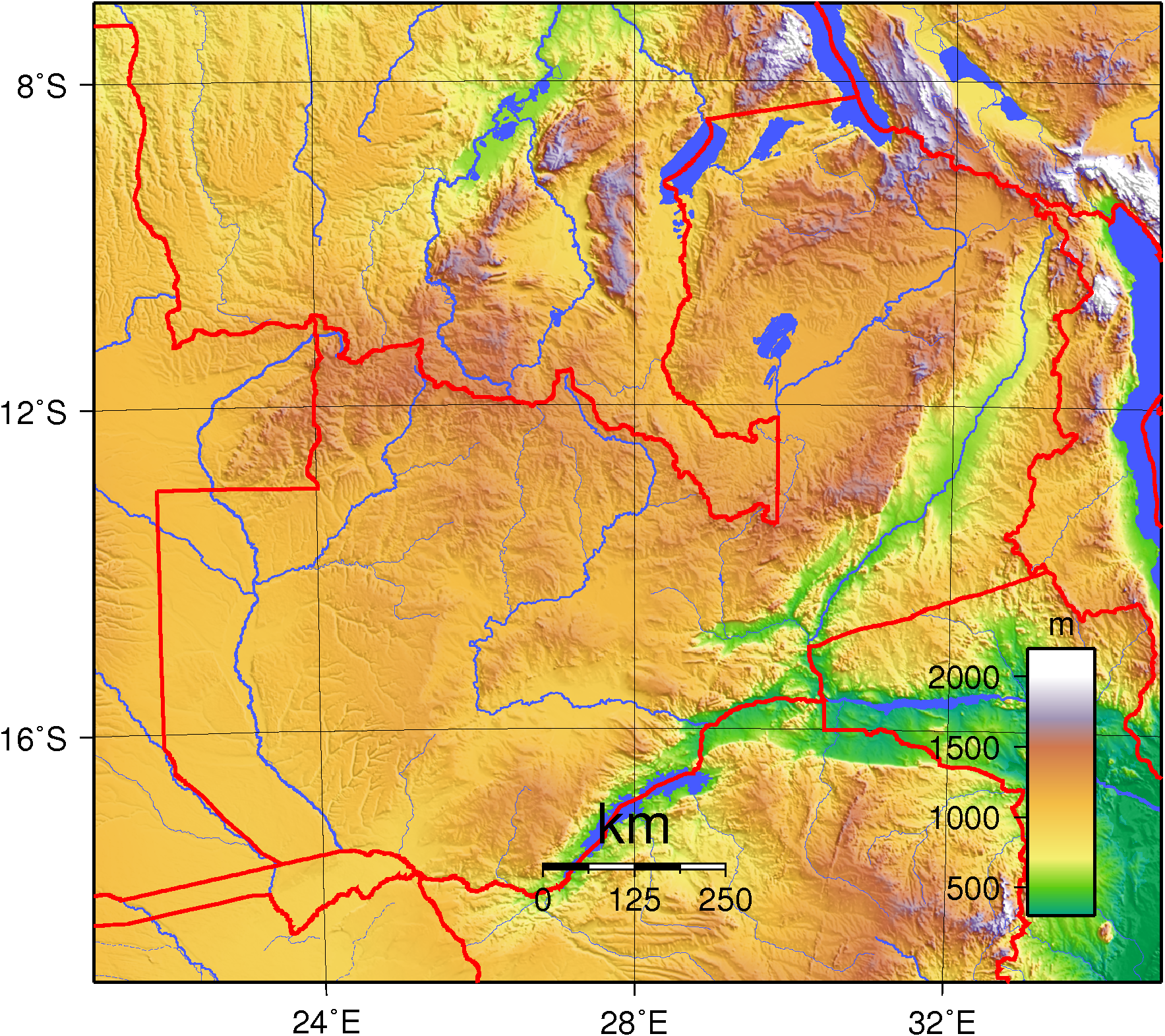
Mapa topograficzna Zambii

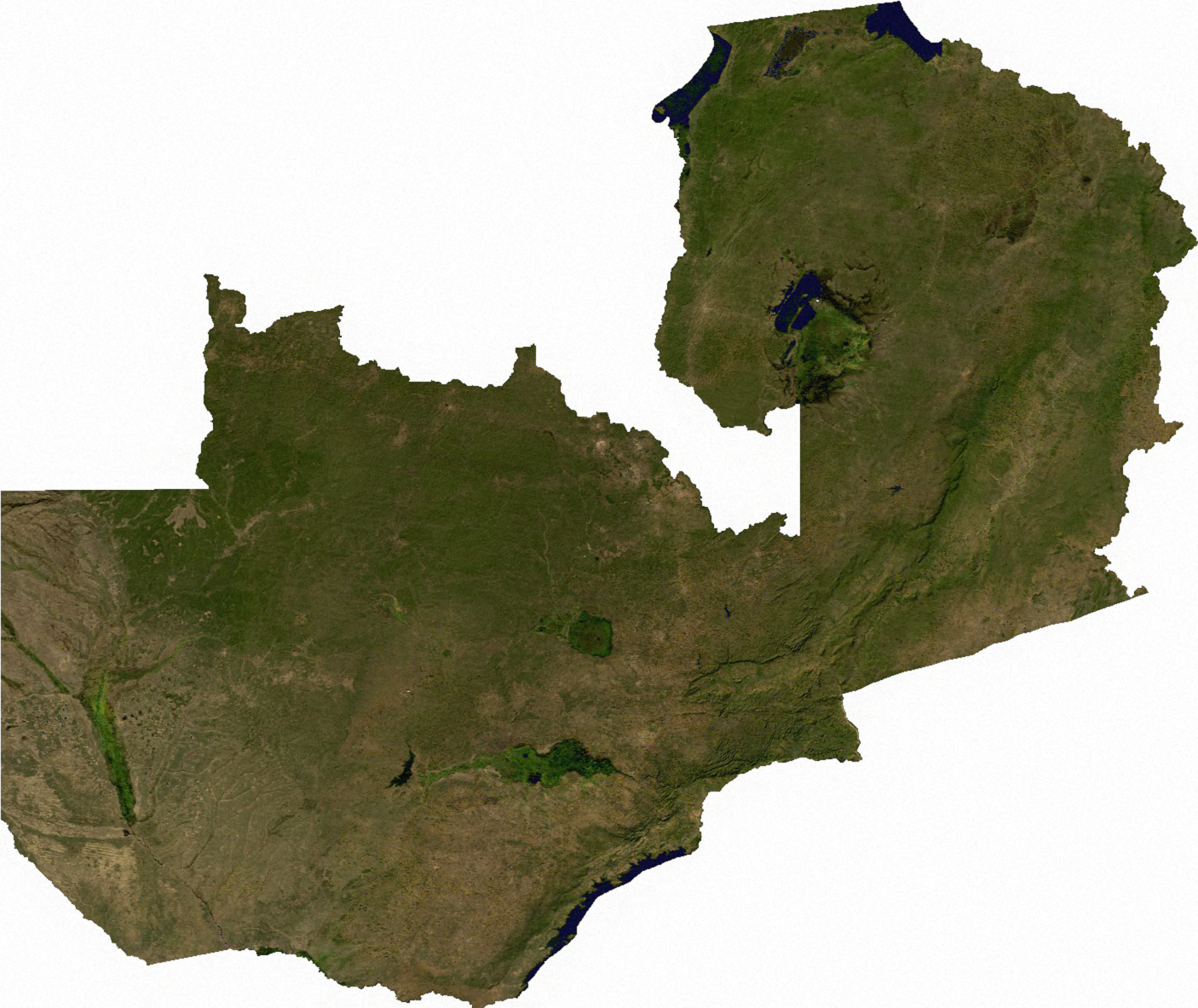
Zdjęcie satelitarne Zambii

Obszar Zambii obejmuje lekko pofałdowany krystaliczny płaskowyż (1000–1400 m n.p.m.), który stanowi znaczną część lewobrzeżnego dorzecza Zambezi. Na południu znajduje się rozległa dolina Luangwy, z jednej strony ograniczona przez pasmo górskie Muczinga. Wyżyny w Zambii odznaczają się wyrównaną (dotyczy to równiny Kafue), lub lekko falistą rzeźbą, miejscami urozmaiconą ostańcami. Najniżej położonym punktem jest dolina rzeki Zambezi (329 m n.p.m.), natomiast najwyższy punkt to fragment równiny Nyika (2301 m n.p.m.). Wschodnią część kraju przecina rów tektoniczny rzeki Luangwa, który wchodzi w skład systemu Wielkich Rowów Afrykańskich.

## Klimat
W Zambii występuje klimat podrównikowy, suchy. Pora deszczowa trwa od listopada do kwietnia i charakteryzuje się wysokimi temperaturami i częstymi burzami. Średnia temperatura powietrza i średnie opady dla stolicy kraju wynoszą: w styczniu 27 °C i 126 mm, w lipcu 22 °C i 7 mm.
Największe opady zdarzają się na wyższych partiach płaskowyżu, szczególnie północna część kraju. Pas Miedzionośny otrzymuje rocznie do 1200 mm.

## Wody
Około 77% powierzchni kraju należy do zlewiska Oceanu Indyjskiego, te obszary znajdują się w dorzeczu Zambezi. Przez północno-wschodnią część Zambii przepływają rzeki: Zambezi i Luapula, które będąc w dorzeczu rzeki Kongo, należą do zlewiska Oceanu Atlantyckiego. W obniżeniach występujących na terenie płaskowyżu uformowały się jeziora: Mweru leżące na granicy z Demokratyczną Republiką Konga i Bangweulu, które jest otoczone rozległymi bagniskami. Jezioro to jest pochodzenia tektonicznego. Bangweulu leży w północnej Zambii na wysokości 1067 m n.p.m. Powierzchnia tego jeziora jest zmienna, zależy od pór (deszczowej i suchej).

## Gleby
Większość terenów Zambii jest pokrytych mało urodzajnymi glebami. W zachodnie i w północno-wschodniej części kraju występuje gleby glejowe (glejsole). Na płaskowyżach zaś – gleby ferralitowe, lokalnie występują wertisole. Dolina rzeki Zambezi jest pokryta glebami aluwialnymi i płowymi (luwisole).

### Struktura użytkowania gruntów
Struktura użytkowania gruntów w Zambii w 1992 roku.
| Rodzaj                          | Procent powierzchni |
| ------------------------------- | ------------------- |
| lasy                            | 38,6                |
| łąki i pastwiska                | 40,4                |
| użytki rolne i pod stałą uprawą | 7,1                 |
| inne                            | 13,9                |

W 1998 roku 460 km² powierzchni kraju było irygowane.

## Bogactwa naturalne

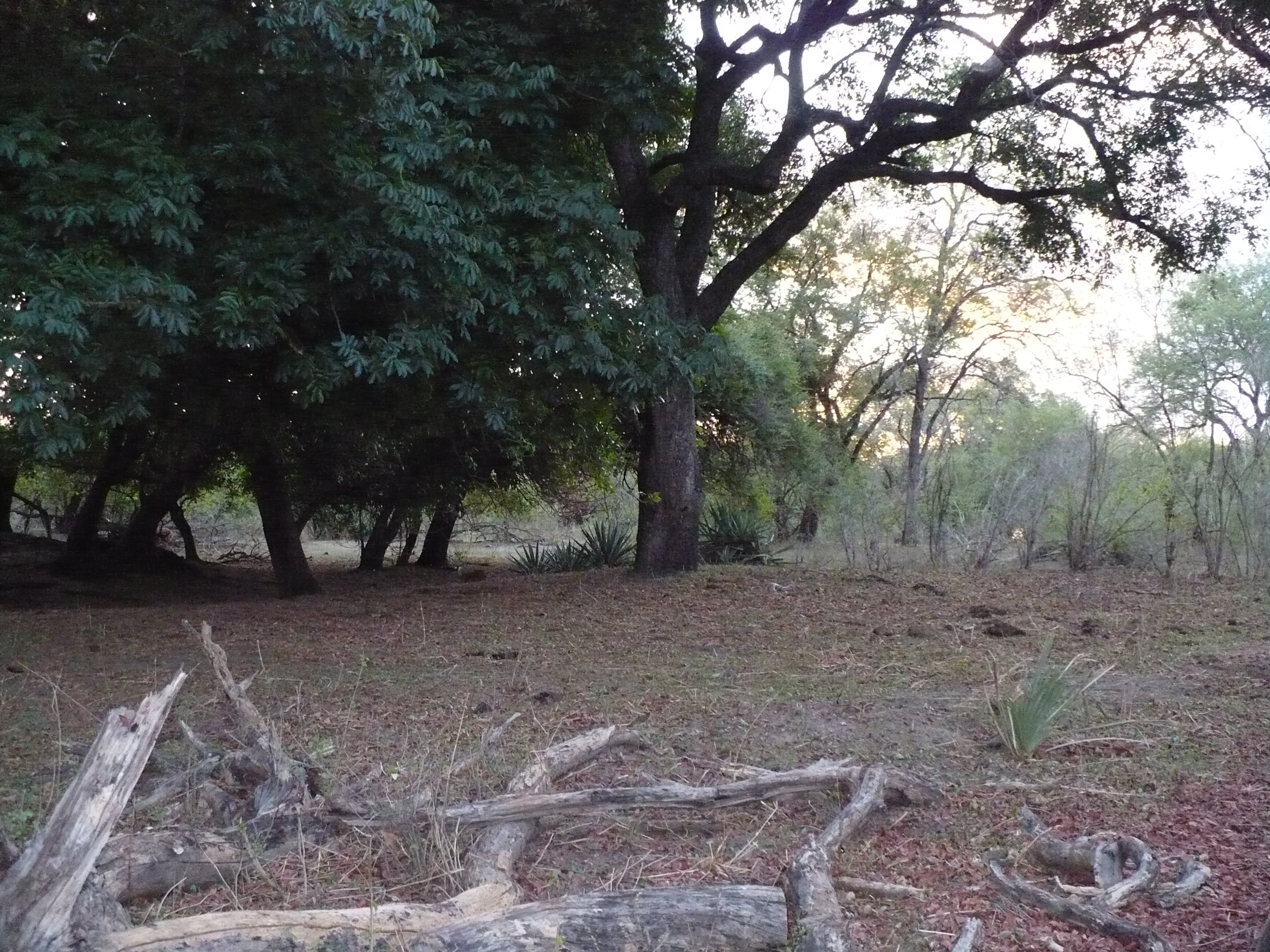
Fragment lasu w Zambii

Zambia posiada zasoby:
- miedzi (Pas Miedzionośny)
- kobaltu
- cynku
- ołowiu
- węgla
- szmaragdów
- złota
- srebra
- uranu

## Flora
Naturalną szatę roślinną dla większości kraju stanowi widny las tropikalny (miombo), którego drzewa zrzucają liście w porze suchej. Powierzchnia tych lasów kurczy się w wyniku rabunkowej gospodarki człowieka. W 1992 roku lasy te zajmowały około 39% powierzchni kraju. Na południu las przechodzi stopniowo w sawannę, która obejmuje cały południowy pas ciągnący się z zachodu na wschód. W dolinach rzek rośnie sawanna parkowa, w rejonie wspomnianych wyżej jezior – roślinność bagienna.

## Fauna
Świat zwierząt jest typowy dla obszarów sawannowych. Występują tam duże zwierzęta stadne, takie jak bawoły czy zebry, oraz mniejsi przedstawiciele ssaków, takich jak np. hieny. W Zambii występują także duże koty jak np. lwy. Nad rzekami bytują hipopotamy i krokodyle. Występuje wiele gatunków ptaków, zwłaszcza w lasach, które cechuje różnorodność gatunkowa małp, żyjących na drzewach.